# Sabaco atlantideus
Sabaco atlantideus är en ringmaskart som först beskrevs av Kirkegaard 1959.  Sabaco atlantideus ingår i släktet Sabaco och familjen Maldanidae. Inga underarter finns listade i Catalogue of Life.